# Fuka Kakimoto
Fuka Kakimoto (en japonés: 柿本 風香, Kakimoto Fūka) (Nara, 20 de agosto de 1984) es una luchadora profesional retirada, así como artista marcial mixta, bailarina, modelo e idol japonesa. Fue entrenada por JDStar como parte del programa "Athtress" de la promoción y debutó en febrero de 2004, consiguiendo rápidamente un gran número de seguidores. Entre 2005 y 2006, Fuka también disputó tres combates de artes marciales mixtas, terminando con un récord de dos victorias y una derrota. 
Durante sus años en JDStar, Fuka se convirtió en la campeona inaugural de Princess of Pro-Wrestling (POP) y también ostentó los campeonatos Princess of Ketsudeka (POK) y TWF World Tag Team. Tras la desaparición de la promoción en julio de 2007, Fuka se convirtió en luchadora independiente y comenzó a promocionar su propia serie de eventos de lucha libre independientes bajo el nombre de Fuka Matsuri. Como autónoma, Fuka también realizó varios viajes a México, trabajando para promociones locales independientes. 
Fuka puso fin a su carrera en los cuadriláteros en marzo de 2010, a la edad de 25 años, tras lo cual comenzó a entrenar a luchadores para la recién fundada promoción World Wonder Ring Stardom. Cuando se anunció oficialmente Stardom en septiembre siguiente, Fuka fue nombrada directora general de la promoción, función que ha desempeñado desde entonces. Como modelo, Fuka ha firmado con la agencia Platinum Production. Su hermano mayor, Daichi, también es un luchador profesional, sobre todo trabajando para el Dramatic Dream Team (DDT) entre 2003 y 2014, y su padre Masahide y su hermano mayor Genki también han hecho apariciones en combates de lucha libre en los que ha participado.

## Carrera profesional

### JDStar (2004–2007)
Kakimoto se formó en la lucha profesional en el dojo de la promoción JDStar, formando parte de la última hornada de mujeres que pasaron por el programa "Athtress" de la promoción, cuyo objetivo era convertir a mujeres físicamente atractivas no sólo en luchadoras profesionales, sino también en celebridades. Kakimoto, trabajando sólo como "Fuka", debutó el 29 de febrero de 2004, formando equipo con Kyusei Ninja Ranmaru en un combate por equipos, donde fueron derrotados por Kazuki y Tomoya.
Su carrera comenzó con una larga racha de derrotas, lo que le valió el apodo de "Haru Urara de la lucha profesional femenina", en honor a un caballo de carreras japonés que ganó popularidad debido a una larga cadena de derrotas consecutivas. Su popularidad también le valió un puesto en un evento celebrado por All Japan Pro Wrestling, que normalmente no promocionaba combates de lucha libre femenina, perdiendo contra Keiko Saito en un combate individual el 7 de agosto de 2005.
En febrero de 2006, JDStar anunció que Fuka había terminado su entrenamiento y que ya era un miembro de pleno derecho de la plantilla de la promoción. En abril siguiente, Fuka participó en el torneo de la Liga de las Princesas, que debía determinar la campeona inaugural de la Princesa de la Lucha Libre Profesional (POP). Tras tres victorias, una derrota y un empate, Fuka llegó a las semifinales del torneo, donde el 24 de junio derrotó a Ayumi Kurihara. Más tarde, en ese mismo evento, derrotó a Natsuki☆Head en la final para convertirse en la Princesa de la Liga 2006 y en la campeona inaugural de la Princesa del Pro-Wrestling. 
Un mes más tarde, el 23 de julio, Fuka realizó su primera defensa del título, al derrotar a Bambi, representante de Kaientai Dojo. Durante el resto del año, realizó tres defensas más, al derrotar a Mai Ichii el 22 de octubre, a Yuri Urai el 5 de noviembre y a Caribbean Rum el 3 de diciembre. El 23 de junio, Fuka también hizo una aparición en un evento especial producido por Último Dragón, durante el cual participó en el torneo Dragon Mixture, un torneo de una noche de eliminación simple, durante el cual el número de participantes en cada equipo se reducía a medida que avanzaba el torneo. En la primera ronda, Fuka formó equipo con su hermano Daichi, Kota Ibushi y Seiya Morohashi para derrotar a Tatsuhito Senga, Guillermo Akiba, Hisamaru Tajima y Toujyuki Leon.
En las semifinales, Fuka, Daichi e Ibushi derrotaron a Antonio Honda, Francesca Applenya y Mori Bernard, lo que les valió un puesto en la final, donde Fuka e Ibushi derrotaron a Shinjitsu Nohashi y Yoshitsune para ganar el torneo. Finalmente, Fuka perdió el campeonato POP ante Natsuki☆Taiyo en un evento de NEO Japan Ladies Pro Wrestling el 31 de diciembre de 2006. Durante 2006, Fuka también ganó el campeonato cómico Princess of Ketsudeka (POK) y el TWF World Tag Team Championship con Shuu Shibutani.
El 3 de marzo de 2007, Fuka disputó su tercer combate de aniversario, en el que fue derrotada por Nanae Takahashi. El 21 de marzo, Fuka fue derrotada por Ayako Hamada en un combate individual, durante el cual Hamada se mostró especialmente dura en sus golpes. Tras el combate, Fuka rompió a llorar y anunció que no quería volver a luchar. El 13 de abril, JDStar apartó oficialmente a Fuka debido a su "mal estado físico".
Finalmente, regresó el 18 de mayo, formando equipo con Hiroyo Matsumoto en un combate por equipos, donde fueron derrotadas por Ayumi Kurihara y Shuu Shibutani. Sólo tres días después, JDStar anunció que la promoción se retiraría tras el evento del 16 de julio. En el último evento, Fuka luchó en un combate por equipos, en el que ella y el entrenador de JDStar, Jaguar Yokota, derrotaron a Misaki Ohata y Shuu Shibutani.

### Circuito independiente y Fuka Matsuri (2007–2010)
Tras la desaparición de JDStar, Fuka se convirtió en una trabajadora independiente y comenzó a promocionar sus propios eventos independientes. El primer evento Fuka Matsuri tuvo lugar el 30 de septiembre de 2007, y vio a Fuka y Nanae Takahashi ganar un evento principal de cuatro equipos. Durante los dos años siguientes, Fuka promovió aproximadamente un evento Fuka Matsuri cada tres meses, en el que participaron varios trabajadores independientes y amigos, así como miembros de su familia. El 7 de octubre de 2007, Fuka luchó en un evento co-promovido por Nanae Takahashi's Pro Wrestling Sun y Pro Wrestling ZERO1, derrotando a Tracy Taylor por el Campeonato Mundial Femenino de la European Wrestling Association (EAW).
El 24 de febrero de 2008, Fuka promovió el tercer evento Fuka Matsuri, para celebrar su cuarto aniversario en la lucha profesional. Durante el evento, luchó dos veces, primero en un combate por equipos, en el que ella y Hikaru derrotaron a Monster Black y Shuu Shibutani, y luego en un evento principal especial, en el que formó equipo con su hermano Daichi para derrotar a su padre Masahide y a su hermano mayor Genki. El 11 de mayo, Fuka hizo su debut en México para la promoción Toryumon México en la Ciudad de México, haciendo equipo con Saori en un combate por equipos, donde fueron derrotadas por Hiroka y Mima Shimoda. Durante sus futuros viajes a México, Fuka creó un personaje enmascarado llamado "Tigre Fuka". El 31 de agosto, Fuka promovió el quinto acto en su ciudad natal. En el evento principal, Fuka hizo equipo con su padre Masahide para derrotar a Genki Kakimoto y Monster Black.
El 11 de octubre de 2008, Fuka debutó en Dragon Gate, derrotando a "Hollywood" Stalker Ichikawa en combates individuales intergénero consecutivos. Como independiente, Fuka también hizo apariciones en varias promociones de joshi, como Ibuki, Ice Ribbon, JWP Joshi Puroresu, y Sendai Girls' Pro Wrestling. Fuka celebró su quinto aniversario en la lucha profesional el 22 de febrero de 2009, con el Fuka Matsuri 7, en el que ella y Nanae Takahashi derrotaron a Haruka Matsuo y Yoshiko Tamura en el combate por equipos del evento principal.
El 5 de julio de 2009, Fuka regresó a NEO Japan Ladies Pro Wrestling, formando equipo con Yoshiko Tamura en el Mid Summer Tag Tournament VIII. Tras derrotar a los equipos de Aya Yuki y Minori Makiba, y Ayumi Kurihara y Kana, Fuka y Tamura fueron derrotadas en la final del torneo por Emi Sakura y Nanae Takahashi. El 21 de octubre, Fuka anunció por sorpresa que se retiraría de la lucha profesional en la primavera siguiente. El Fuka Matsuri 12 tuvo lugar el 23 de diciembre y Fuka fue derrotada por Meiko Satomura en el evento principal. El 25 de febrero de 2010, Fuka regresó a México como parte de su gira de retiro, trabajando bajo su personaje de Tigre Fuka en un evento del International Wrestling Revolution Group (IWRG), en un combate por equipos, donde ella y Flor Metálica derrotaron a La Diabólica y Lady Metal. Tres días después, promocionó su evento de retiro en México, en Tlalnepantla de Baz. El decimotercer y último acto tuvo lugar el 28 de marzo en el Pabellón Korakuen de Tokio, y contó con el combate de retiro de Fuka, en el que fue derrotada por Nanae Takahashi.

### World Wonder Ring Stardom (2010–2018)
El 7 de septiembre de 2010, Fuka y la antigua promotora de JDStar, Rossy Ogawa, celebraron una rueda de prensa para anunciar la formación de una nueva promoción, World Wonder Ring Stardom, en la que Fuka recibió el título de directora general. Durante los últimos meses, Fuka había empezado a entrenar a varias mujeres, entre ellas Arisa Hoshiki, Eri Susa, Yoko Bito y, sobre todo, Yuzuki Aikawa, para que se convirtieran en luchadoras profesionales de Stardom, y también reclutó a su amiga, la artista de artes marciales mixtas Mika Nagano, como parte del plantel de la promoción. Fuka trabaja como figura de autoridad en pantalla y locutora de ring para Stardom y comienza cada evento importante con una actuación de baile. El 21 de enero de 2018, en el show del séptimo aniversario de Stardom, Fuka anunció su retirada de Stardom, ya que estaba esperando su primer hijo en verano.

## Carrera en las artes marciales y kickboxing
Mientras firmaba con JDStar como luchadora profesional, Kakimoto también comenzó a buscar oportunidades para la transición a las artes marciales mixtas (MMA) con la promoción Smackgirl. Hizo su debut en las MMA el 17 de agosto de 2005, perdiendo ante Chiaki Kawabita por sumisión a una armbar. El 29 de noviembre, Kakimoto regresó a Smackgirl y ganó por sumisión a Emi Kuroda con un armbar. Su tercer y último combate de MMA tuvo lugar el 15 de septiembre de 2006, cuando ganó por decisión unánime a Maiko Takahashi.
Posteriormente, Kakimoto cambió las MMA por el boxeo, y debutó el 24 de noviembre de 2008 contra su compañera de lucha profesional, experimentada artista marcial mixta y actual campeona intercontinental de MMA femenina de la UKF, Mai Ichii. Tras un reñido combate de tres asaltos, en el que Ichii recibió una tarjeta amarilla por golpear a Kakimoto durante una pausa limpia, un juez puntuó el combate a favor de Kakimoto, otro a favor de Ichii y el tercero lo puntuó como un empate, lo que llevó a un cuarto asalto a muerte súbita. Kakimoto dominó el último asalto sobre su agotada oponente y lo ganó con las tarjetas de los tres jueces, obteniendo así una sorprendente victoria sobre Ichii. Coincidiendo con su retirada de la lucha libre profesional, Kakimoto también se retiró del boxeo de tiro, participando en su último combate el 13 de febrero de 2010, cuando fue derrotada por Syuri por decisión mayoritaria.

## Vida personal
Kakimoto se casó con el kickboxer Ikki el 19 de junio de 2017, seis meses después de su primera cita, en diciembre de 2016.

## Campeonatos y logros
- European Wrestling Association
  - EWA World Ladies Championship (1 vez)[1][17]
- JDStar
  - Princess of Ketsudeka Championship (1 vez)[3]
  - Princess of Pro-Wrestling Championship (1 vez)[1][3]
  - TWF World Tag Team Championship (1 vez) – con Shuu Shibutani[3]
  - League Princess (2006)[3]
- Último Dragón Fiesta
  - Dragon Mixture Tournament (2006) – con Daichi Kakimoto, Kota Ibushi y Seiya Morohashi[15]

## Récords en peleas

### Récord en artes marciales mixtas
| Resultado | Récord | Oponente        | Método             | Evento                             | Fecha                    | Ronda | Tiempo | Localización |
| --------- | ------ | --------------- | ------------------ | ---------------------------------- | ------------------------ | ----- | ------ | ------------ |
| Victoria  | 2–1    | Maiko Takahashi | Decisión (unánime) | Smackgirl: Women Hold Their Ground | 15 de septiembre de 2006 | 2     | 5:00   | Tokio        |
| Victoria  | 1–1    | Emi Kuroda      | Sumisión (armbar)  | Smackgirl: Lightweight Anniversary | 29 de noviembre de 2005  | 2     | 1:37   | Tokio        |
| Derrota   | 0–1    | Chiaki Kawabita | Sumisión (armbar)  | Smackgirl: Dynamic!!               | 17 de agosto de 2005     | 1     | 2:50   | Tokio        |

### Récord en kickboxing
| Resultado | Récord | Oponente  | Método             | Evento                                   | Fecha                   | Ronda | Tiempo | Localización |
| --------- | ------ | --------- | ------------------ | ---------------------------------------- | ----------------------- | ----- | ------ | ------------ |
| Derrota   | 1-1    | Syuri     | Decisión (mayoría) | Shoot Boxing 25th Anniversary Series     | 13 de febrero de 2010   | 3     | 3:00   | Tokio        |
| Victoria  | 1-0    | Mai Ichii | Decisión (unánime) | Shoot Boxing World Tournament S-Cup 2008 | 24 de noviembre de 2008 | 3+1   | 2:00   | Saitama      |